# Київські князі

Родовід київських князів до синів Ярослава Мудрого

Князь Київський — титул володаря та правителя міста Києва та Київського князівства Руської Держави.

## Перші князі Київські
Вважають, що першим Київським князем був легендарний засновник міста Кий. Дослідники розходяться в оцінках, коли саме правив цей князь. Найпоширеніші дати правління Кия — 200—230 та 430-ті рр. В історичних джерелах зустрічаються й інші імена Київських князів II-VI ст. Ян Длугош зазначає, що «після смерті Кия, Щека і Хорива, успадковуючи по прямій лінії, їхні сини і племінники багато років панували у русинів, поки спадкоємність не перейшла до двох рідних братів Аскольда і Діра»[джерело?].
Легенди та перекази дають такий список перших Київських князів:
- Кий (V—VI ст.)
- Щек
- Хорив

Михайло Грушевський подає наступний список історично відомих пізніших Київських князів:
- Олег
- Бравлин
- Аскольд
- Дір
- Олег Віщий
- Ігор
- Ольга
- Святослав

## Київські князі після 1240
Після завоювання монголо-татарами більшості території Київської Русі, руйнування Києва ханом Батиєм та об'єднання Галицько-Волинського князівства, Київ втрачає значення великокняжого міста й столиці держави східних слов'ян. Київські князі стають володарями лише удільного Київського князівства.
- Олександр Невський — можливо, отримав в Золотій Орді ярлик на Велике князівство Київське, однак в Києві ніколи не був і самого ярлика від чингізидів на князювання у Києві немає, 1249–1263.
- Ярослав Ярославич — великий князь володимирський, спадкоємець Олександра, ярлика від чингізидів на князювання у Києві немає, 1263—1271.
- Лев Данилович, 1271—1301 (правив зі Львова)
- Іван-Володимир Іванович, кінець XIII ст. — перша чверть XIV ст.
- Федір, зг. 1331
- Володимир Ольгердович, 1362—1394
- Скиргайло Ольгердович, 1395—1397
- Іван Ольгимонтович Гольшанський, 1397—1400-ті рр.
- Андрій Іванович Гольшанський, 1411—1418
- Михайло Іванович Гольшанський, 1422—1432
- Михайло Семенович Болобан, 1433—1435
- Олелько Володимирович, 1443—1454
- Семен Олелькович, 1454—1470

## Київські воєводи

### Намісники часів ВКЛ
- Мартин Гаштовт, 1471—1480
- Іван Ходкевич, 1480—1482
- Юрій Пац, 1486—1492
- Князь Дмитро Путятич, 1492—1505
- Юрій Михайлович Монтовтович, 1507—1508
- Андрій Якубович Немирович, 1514—1541
- Андрій Михайлович Санґушко, 1540—1542
- Януш Юрійович Гольшанський, 1542—1544
- Семен (Фридерик) Пронський, 1544—1555
- Григорій Олександрович Ходкевич, 1555—1559
- Князь Василь Костянтин Острозький, 1559—1608
- Іван Чорторийський, 1564[1]

### Київські воєводи часів Речі Посполитої
- Князь Василь Костянтин Острозький, 1569—1608
- Князь Андрій Сапіга, 1608[2]
- Станіслав Жолкевський 1608—1620
- Томаш Замойський, 1621—1628
- Стефан Хмелецький 1628—1630
- Князь Олександр Заславський
- Януш Тишкевич
- Адам Кисіль 1649—1653
- Станіслав «Ревера» Потоцький
- Іван Виговський 1659—1664
- Стефан Чарнецький
- Міхал Єжи Станіславський
- Єнджей Потоцький
- Стефан Немирич[3]

### Кастеляни часів Речі Посполитої
- Князь Михайло Вишневецький, з 1569
- Павло Іванович Сапіга[4]
- Яків Чаплич гербу Кердея, бл. 1600
- князь Юрій Вишневецький, з 1609
- Адам Олександр Санґушко, з 7 листопада 1619
- Георгій Якович Чаплич
- Гаврило Госцький (Гойський) гербу Кердея, помер 1623[5]
- Роман Гойський (Госцький) гербу Кердея, 1632
- Марцін Каліновский
- Александер Пясечинський гербу Лис, помер 1646
- Адам Кисіль, до 1647
- Максиміліян Бжозовський, воєвода берестейський, православний; з 1648[6]
- Збіґнєв Ґорайський гербу Корчак, помер 1655
- Стефан Чарнецький
- Александер Тарновський, до 1662
- Стефан Замойський
- Миколай Подлодовский гербу Яніна
- Станіслав Маріуш Яскульський гербу Лещиць
- Франциск Дідушицький гербу Сас
- Ярош Куропатницький гербу Нечуя, помер 1696
- Станіслав Миколай Коссаковський гербу Сліповрон, помер 1706
- Юзеф Станіслав Потоцький, помер 1722
- Никодим Казимир Воронич
- Ян Казімеж Стецький гербу Радван[7]
- Александер Любомирський 1785—1790